# Cossodes
Cossodes is een geslacht van vlinders uit de familie van de Houtboorders (Cossidae). De wetenschappelijke naam en de beschrijving van dit geslacht zijn voor het eerst gepubliceerd in 1841 door Adam White.
Dit geslacht is monotypisch, dat wil zeggen dat het maar één soort heeft namelijk Cossodes lyonetii White, 1841 uit Zuidwest-Australië.